# فرودگاه بلوود (باند الن)
فرودگاه بلوود (باند الن) (به انگلیسی: Belwood (Ellen Field) Aerodrome) یک فرودگاه خصوصی است که یک باند فرود چمن دارد. این فرودگاه در کشور کانادا قرار دارد .